# Acorn Computer Archimedes A4000
Acorn Computer Archimedes A4000 (Archimedes A4000) је био професионални рачунар фирме Acorn Computer који је почео да се производи у Уједињеном Краљевству од 1991. године.
Користио је 32-битни RISC ARM 250 као микропроцесор. RAM меморија рачунара је имала капацитет од 2 до 4 MB. 
Као оперативни систем кориштен је RISC OS 3.11.

## Детаљни подаци
Детаљнији подаци о рачунару Archimedes A4000 су дати у табели испод.
|                       |                                                                                   |
| [ 1 ]                 |                                                                                   |
| Произвођач            |                                                                                   |
| Тип                   | професионални рачунар                                                             |
| Меморија              | 2 до 4 MB                                                                         |
| Поријекло             | Уједињено Краљевство                                                              |
| Година                | 1991                                                                              |
| Тастатура             | Пуни помак, PC 102 тастера стил                                                   |
| Процесор              | 32-битни                                                                          |
| Фреквенција процесора | 12                                                                                |
| RAM                   | 2 до 4 MB                                                                         |
| ROM                   | 1 MB                                                                              |
| Текст                 | Све до 132 стубова x 32 линије                                                    |
| Графика               | VGA видео излаз. Неколико графичких модова. Између њих: 640 x 256 или 512 пиксела |
| Боја                  | палета са 4096 боја                                                               |
| Звук                  | 8 гласова синтисајзер                                                             |
| Димензије             | 27 (ширина) x 19 (дубина) cm. Тастатура: 13,9 (ширина) x 19 (дубина)                |
| Портови               |                                                                                   |
| Оперативни систем     |                                                                                   |